# ヤーデガーレ・エマーム・スタジアム
ヤーデガーレ・エマーム・スタジアム(ペルシア語: ورزشگاه یادگار امام تبریز、英: Yadegar-e Emam Stadium)は、イラン北西部の東アーザルバーイジャーン州タブリーズにある多目的スタジアムである。

## 概要
ヤーデガール(Yadegar)はペルシア語で記念を意味し（-eはエザーフェ）、エマームはイラン革命の指導者ルーホッラー・ホメイニーより採られている。1996年に設立された。開場式には当時の大統領ハーシェミー・ラフサンジャーニーも出席した。収容人数は80,000人。主にサッカーの試合に用いられ、イランサッカーリーグに所属するトラークトゥール・サーズィーFCがホームスタジアムとして使用している。ヤデガレ・エマーム・スタジアムはタブリーズ・オリンピックセンターの敷地内にあり、同敷地内には7,000人収容の水泳プールも建設されている。

## 交通アクセス
イラン・イスラーム共和国鉄道のタブリーズ駅よりタクシーで約10分。タブリーズ国際空港からも同程度。